# La Lettre écarlate (film, 1926)
Pour les articles homonymes, voir La Lettre écarlate.
Pour plus de détails, voir Fiche technique et Distribution.
La Lettre écarlate (The Scarlet Letter) est un film muet américain réalisé par Victor Sjöström (crédité Victor Seastrom) en 1926, connu aussi sous le titre français La Lettre rouge.

## Synopsis
Dans un village de Nouvelle-Angleterre en 1645, de très puritains habitants se plaignent du comportement "choquant" d'Hester Prynne auprès du révérend Dimmesdale. Celui-ci est attiré par la jeune femme et ils ont une liaison passionnée, vite frappée du sceau de l'infamie, d'autant plus qu'un enfant naît de cette union.

## Fiche technique
- Réalisation : Victor Sjöström (crédité Victor Seastrom), assisté de Harold S. Bucquet
- Scénario et inter-titres : Frances Marion, d'après le roman La Lettre écarlate de Nathaniel Hawthorne
- Photographie : Hendrik Sartov
- Direction artistique : Cedric Gibbons et Sidney Ullman
- Costumes : Max Rée
- Montage : Hugh Wynn
- Production : Victor Sjöström
- Société de production : Metro-Goldwyn-Mayer
- Format : noir et blanc
- Genre : drame et historique
- Durée : 115 minutes (version restaurée en 2000 : 98 minutes)
- Date de sortie :
  - États-Unis : 9 août 1926

## Distribution
- Lillian Gish : Hester Prynne
- Lars Hanson : Arthur Dimmesdale
- Henry B. Walthall : Roger Prynne
- Karl Dane : Giles
- William H. Tooker : Le gouverneur
- Marcelle Corday : Mistress Hibbins
- Fred Herzog : Le geôlier
- Jules Cowles : Le bedeau
- Mary Hawes : Patience
- Joyce Coad : Pearl
- James A. Marcus : Le capitaine français

Acteurs non crédités :
- Nora Cecil : Une villageoise
- Chief Yowlachie : L'indien avec Roger Prynne
- Iron Eyes Cody : Un jeune indien se baignant

## Commentaire
La Lettre écarlate  (un des chefs-d'œuvre américains du suédois Sjöström, avec Le Vent - The Wind - en 1928, dont Lillian Gish est également l'interprète) est la septième adaptation cinématographique du roman de Hawthorne. Il y en aura quatre autres dont La Lettre écarlate (Der Scharlachrote Buchstabe) de Wim Wenders en 1973, avec Senta Berger et Lou Castel, et Les Amants du nouveau monde (The Scarlet Letter) de Roland Joffé en 1995, avec Demi Moore et Gary Oldman.